# Listă de gangsteri italoamericani
Această listă include gangsteri italoamericani și personalități ale crimei organizate din Statele Unite ale Americii.
Cuprins: Început - 0–9 A B C D E F G H I J K L M N O P Q R S T U V W X Y Z

## A
- Joseph Abate, "Joe" (1902-1994)
- Frank Abbandando, „The Dasher” (1910–1942)
- Frank Abbatemarco, „Frankie Shots” (1899–1959)
- Philip Abramo, „The King of Wall Street” (născut în 1945)
- Settimo Accardi, „Big Sam” (1902–1977)
- Tony Accardo, "Joe Batters", "Big Tuna" (născut Antonino Leonardo Accardo, 1906-1992)
- Anthony Accetturo, "Tumac" (născut în 1938)
- Momo Adamo (1895–1956)
- Carmine Agnello (născută în 1960)
- Thomas Agro, „TA”, „Tipp”, „Thomas Ambrosiano” (1931–1987)
- Joe Aiello (1890-1930)
- Joey Aiuppa, "Joey Doves", "Joey O'Brien" (1907-1997)
- Felix Alderisio, „Milwaukee Phil” (1912–1971)
- Harry Aleman, „The Hook” (1939–2010)
- Vincent Alo, „Jimmy Blue Eyes” (1904–2001)
- Benedetto Aloi, „Benny” (1935–2011)
- Vincenzo Aloi, "Vinny" (n. 1933)
- William Aloisio, „Smokes” (1906–1979)
- Willie Altieri, „Two-Knife” (1891–1970)
- Giacomo Amari, "Jake" (decedat în 1997)
- Frank Amato (decedat în 1980/1985)
- Samuzzo Amatuna, „Samuel”, „Samoots” (1898–1925)
- Victor Amuso, „Micul Vic”, „Terminatorul” (născut în 1934)
- Albert Anastasia, „Mad Hatter”, „Lord High Executioner” (născut Umberto Anastasio, 1902–1957)
- Anthony Anastasio, „Tough Tony” (născut Antonio Anastasio, 1906–1963)
- Thomas Andretta (1938–2019)
- Joseph Andriacchi, "Joe The Builder" (născut în 1932)
- Donald Angelini, „The Wizard of Odds” (1926–2000)
- Donato Angiulo, "Danny", "Laughing Fox" (1923-2009)
- Francesco Angiulo, „Frank” „Frankie the Cat” (1921–2015)
- James Angiulo, „Jimmy Jones” (1939–2014)
- Gennaro Angiulo, „Jerry” (1919–2009)
- Anthony Antico, "Tico" (născut în 1945)
- Ignacio Antinori (n. Ignazio Pizzuto Antinoro, 1885–1940)
- John Ardito, „Buster” (1919–2006)
- Joe Adonis, "Joey A.", "Joe Adone" (născut Giuseppe Antonio Doto, 1902–1971)
- Joseph Ardizzone, „Iron Man” (născut Giuseppe Ernesto Ardizzone, 1884–1931)
- Joseph Armone, "Joe Piney" (1917-1992)
- Stephen Armone, „14th Street Steve” (1899–1960)
- Vincent Asaro, "Vinnie" (născut în 1935)
- Louis Attanasio, „Louie Ha Ha” (născut în 1944)
- Alphonse Attardi, „The Peacemaker” (1892–1970)
- Salvatore Avellino, „Sal”, „Golful” (născut în 1935)

## B
- Frank Balistrieri, "Frankie Bal", "Mr. Big" (1918-1993)
- Anthony Baratta, „Bowat” (născut în 1938)
- Joseph Barbara, „Joe Barber” (născut Giuseppe Maria Barbara, 1905–1959)
- John Barbato, „Johnny Sausage” (născut în 1934)
- Vincent Basciano, "Vinny Gorgeous" (născut în 1959)
- Sam Battaglia, „Teets” (1908–1973)
- James Belcastro, „Mad Bomber” (1895–1945)
- Liborio Bellomo, "Barney" (născut în 1957)
- Nicholas Bianco, „Nicky” (1932-1994)
- Anthony J. Biase (1909-1991)
- Thomas Bilotti, „The Wig”, „The Toupee”, „Dobermanul”, „Zombie Bilotti”, „Pitbull”, „Tommy” (1940–1985)
- Charles Binaggio, „Charlie” (1909–1950)
- Joseph Biondo, „Joe Bandy”, „Joe Blonda”, „Iepurasul mic” (născut Giuseppe Biondo, 1897–1966)
- Attilio Bitondo, „Tillio” (născut în 1928)
- Ferdinand Boccia, „The Shadow” (1900–1934)
- Richard Boiardo, "Richie the Boot" (1890-1984)
- Frank Bompensiero, „Frankie Bomp” (1905–1977)
- Joseph Bonanno, "Joe Bananas", "Don Peppino" (născut Giuseppe Carlo Bonanno, 1905–2002)
- Salvatore Bonanno, „Bill” (1932–2008)
- Cesare Bonventre, „The Tall Guy” (1951–1984)
- Giovanni Bonventre, „John” (1901-1970)
- Vito Bonventre (1875-1930)
- Rosario Borgio (1861-1919)
- Bartholomew Boriello, „Bobby” (1944–1991)
- Anthony Brancato (1914–1951)
- Dominic Brooklier, „Jimmy Regace” (n. Domenico Brucceleri, 1914–1984)
- Adolfo Bruno, „Al” (1945-2003)
- Angelo Bruno, „The Gentle Don” (născut Angelo Annaloro, 1910–1980)
- Fiore Buccieri, „Fifi” (1907–1973)
- Frank Buccieri, „The Horse”, „Frank Russo”, „Big Frank” (1919–2004)
- Russell Bufalino, „McGee”, „The Old Man” (născut Rosario Alberto Bufalino, 1903-1994)

## C
- Joel Cacace, "Joe Waverly" (născut în 1941)
- Thomas Cacciopoli, „Tenisi Tommy”, „Cacci” (născut în 1949)
- Jimmy Caci (1925–2011)
- Vincent Cafaro, „Pește” (născut în 1933)
- Marshall Joseph Caifano (născut Marcello Giuseppe Caifano, 1911-2003)
- Frank Calabrese Sr., „Frankie Breeze”, „The Breeze” (1937–2012)
- Nicholas Calabrese (născut în 1942)
- Frank Cali, „Franky Boy” (1965–2019)
- William Cammisano, „Willie the Rat” (1914-1995)
- Louis Campagna, „Micul New York” (1900–1955)
- Joseph Cantalupo, "Joey" (n. 1943)
- Richard Cantarella, „Shellackhead” (născut în 1944)
- Dominick Canterino, „Baldy Dom” (1929-1990)
- Anthony Capo, „Tony” (1959–2012)
- Al Capone, „Scarface”, „Big Al”, „Al Brown” (1899–1947)
- Frank Capone (1895-1924)
- Louis Capone (1896–1944)
- Ralph Capone, „Bottles” (născut Raffaele James Capone, 1894–1974)
- Antonio Caponigro, „Tony Bananas” (1912–1980)
- Frankie Carbo, „Frank Tucker”, „Mr. Fury”, „Mr. Gray” (n. Paolo Giovanni Carbo, 1904–1976)
- Anthony J. Cardarella, „Tiger” (1926–1984)
- Sam Cardinelli (n. Salvatore Cardinella, 1869-1921)
- Anthony Carfano, „Micul Augie Pisano” (1895–1959)
- Joseph Caridi, "Joe C" (născut în 1949)
- Sam Carlisi, „Sam negru”, „Aripi” (1914–1997)
- Charles Carneglia (născut în 1946)
- John Carneglia, „Johnny Carnegs” (născut în 1945)
- Sylvestro Carolla, „Silver Dollar Sam” (1896–1972)
- Charles Carrollo, „Charlie the Wop” (născut Vincenzo Carrollo, 1902–1979)
- Frank Carrone, „Buzz”, „Buzzy” (1938–1975)
- Robert F. Carrozza, „Bobby Russo” (născut în 1940)
- Frank T. Caruso, „Skids” (1911–1983)
- Primo Cassarino (n. 1956)
- Anthony Casso, „Gaspipe” (1942–2020)
- Paul Castellano, „Big Paul” (1915–1985)
- Richard Castucci, „Ritchie” (1928–1976)
- Salvatore Catalanotte, „Sam cântă în noapte” (născut Salvatore Catalanotto, 1883–1930)
- Dominick Cataldo, „Micul Dom” (1923–1997)
- Gerardo Catena, „Jerry” (1902-2000)
- Domenico Cefalù, „Italian Dom” (n. 1947)
- Dino Cellini (1924–1978)
- Anthony Centracchio (1929–2001)
- Jackie Cerone, „Jackie the Lackey” (1914–1996)
- Peter Chiodo, „Fat Pete” (1951–2016)
- Anthony Ciccone, "Sonny" (născut în 1934)
- Nicholas Ciotti, „Buddy” (1944–2003)
- Dominick Cirillo, "Quiet Dom" (născut în 1929)
- Frank Cirofici, „Frank Murato”, „Dago Frank” (1887–1914)
- Anthony Civella, „Tony Ripe” (1929–2006)
- Carl Civella, „Corky” (1910-1994)
- Nicholas Civella, „Nick” (născut Giuseppe Nicoli Civella, 1912-1983)
- Joseph Civello (1902-1970)
- Michael Clemente, „Mike Costello”, „Big Mike” (1908–1987)
- Frank Colacurcio (1917-2010)
- Ettore Coco, „Eddie” (1908-1991)
- Eco James Coli (1922-1982)
- Joseph Colombo, „Joe” (1923–1978)
- Big Jim Colosimo, „Diamond Jim” (născut Vincenzo Colosimo, 1878–1920)
- Louis Consalvo, „Louie Eggs” (născut în 1958)
- Pasquale Conte, „Patty”, „Patsy” (1925–2017)
- Frank Coppa, „Big Frank” (născut în 1941)
- Frank Coppola, „Frank Three Fingers” (născut Francesco Paolo Coppola, 1899-1982)
- Michael Coppola, „Trigger Mike” (1900–1966)
- Mikey Coppola, „Mikey Cigars” (născut în 1946)
- Anthony Corallo, „Tony Ducks” (1913–2000)
- Anthony Cornero, „Amiral”, „Tony Pălăria” (născut Antonio Cornero Stralla, 1899–1955)
- Joseph Corozzo, "Jo Jo" (născut în 1942)
- Nicholas Corozzo, „Micul Nicky” (născut în 1949)
- Samuel Corsaro, „Micul Sammy” (1943–2002)
- Dominic Cortina (1925-1999)
- James Cosmano, „Sunny Jim” (născut Vincenzo Cosmano, 1885–1943)
- Frank Costello, „Primul ministru” (n. Francesco Castiglia, 1891–1973)
- Steven Crea, „Stevie Wonder”, „Herbie” (născut în 1947)
- Perry Criscitelli (născut în 1950)
- Frank Cullotta (născut în 1938–2020)
- Domenico Cutaia, „Danny” (1936–2018)
- William Cutolo, „Billy Fingers”, „Wild Bill” (născut Guglielmo Cutolo, 1949–1999

## D
- William Daddano Sr., „William Russo”, „Willie Potatoes” (1912–1975)
- Louis Daidone, „Louie Bagels” (născut în 1946)
- John D'Amato, "Johnny Boy" (dispărut în 1992)
- Gaspare D'Amico, "Gaspar" (1886-1975)
- Marco D'Amico, "The Mover" (născut în 1936-2020)
- Jackie D'Amico, "Jackie Nose" (născut în 1937)
- Joseph D'Amico (născut în 1955)
- Anthony D'Andrea (născut Antonio D'Andrea, 1872-1921)
- Ralph Daniello, „Frizerul” (născut Alfonso Pepe, 1886–1925)
- Salvatore D'Aquila, "Toto", "Tata" (1878-1928)
- Alphonse D'Arco, „Micul Al” (1932–2019)
- Michael DeBatt, „Mickey” (1949–1987)
- Angelo DeCarlo, „Gyp” (1902–1973)
- Sam DeCavalcante, „Sam instalatorul” (1913-1997)
- Frank DeCicco, „Frankie D.”, „Frankie Cheech” (1935–1986)
- George DeCicco, „Butterass” (născut în 1929)
- Joseph DeFede, „Micul Joe”, „Joe D” (1934–2012)
- Peter DeFeo, „Philie Aquilino”, „Petey” (1902–1993)
- William D'Elia, "Big Billy" (născut în 1946)
- Patrick DeFilippo, „Patty din Bronx” (1939–2013)
- Andrew Thomas DelGiorno, "Tommy Del" (născut în 1940)
- Aniello Dellacroce, „Domnul Neil”, „Mielul” (1914–1985)
- Frank Deluca (n. Francesco DeLuca, 1898-1967)
- Joseph Deluca (născut Giuseppe DeLuca, 1893–1952)
- Carl DeLuna, „Tuffy” (1927–2008)
- Frank DeMayo, „Chee-Chee” (născut Franco DeMaio, 1885–1949)
- Roy DeMeo (1940-1983)
- Lawrence Dentico, „Larry Fab”, „Micul Larry” (născut în 1923)
- Gregory DePalma (1932-2009)
- John DeRoss, "Jackie", "Jackie Zambooka" (născut în 1937)
- Frank DeSimone (1909-1967)
- Rosario DeSimone, „Șeful” (1873–1946)
- Thomas DeSimone, „Two-Gun Tommy” (1950–1979)
- Mario Anthony DeStefano (născut Mario Antonio DeStefano, 1915–1975)
- Sam DeStefano, „Sam Sam” (1909–1973)
- Robert DiBernardo, „DiB” (1937–1986)
- Paul DiCocco Sr., „Legs DiCocco” (1924–1989)
- John DiFronzo (1928–2018)
- Peter DiFronzo (n. 1933)
- Sebastiano DiGaetano (1862-1912)
- Vito Di Giorgio (1880-1922)
- John DiGilio, „Johnny Dee” (1932–1988)
- Michael DiLeonardo, „Mickey Scars” (născut în 1955)
- Leonard DiMaria, "Lenny" (născut în 1941)
- Joseph DiNapoli, "Joey D.", "Joey Dee" (născut în 1935)
- Louis DiNapoli, "Louie D." (născut în 1938)
- Vincent DiNapoli, "Vinny D." (1937-2005)
- Frederick DiNome (1935–1986)
- Richard DiNome, "Richie" (1954-1984)
- Jackie DiNorscio (1940-2004)
- Rocco DiSiglio, „Rocky” (1939–1966)
- Rosario Dispenza (decedat în 1914)
- Johnny Dio (1914–1979)
- Joseph Dippolito, „Joe Dip” (1914–1974)
- Joseph DiVarco, „Micul Cezar” (1911–1986)
- Jack Dragna, „Capone din Los Angeles” (născut Ignazio Dragna, 1891–1956)
- Tom Dragna (născut Gaetano Dragna, 1889–1977)
- Louis Tom Dragna, „Prințul reticent” (1920–2012)
- Vincent Drucci, „Schemer” (născut Victor D'Ambrosio, 1898–1927)

## E
- Thomas Eboli, „Tommy Ryan” (născut Tommaso Eboli, 1911–1972)
- Alfred Embarrato, „Al Walker” (1909–2001)
- Joe Esposito, „Diamond Joe” (născut Giuseppe Esposito, 1872–1928)
- Natale Evola, „Joe Diamond” (1907–1973)

- Albert Facchiano, „Chinky”, „The Old Man” (1910 - 2011)
- Louis Facciolo, "Louie" (născut în 1941)
- James Failla, „Jimmy Brown” (1919–1999)
- Costabile Farace, „Gus” (1960–1989)
- Carmine Fatico, „Charley Wagons” (1910–1991)
- Anthony Federici, "Tough Tony" (născut în 1940)
- Steve Ferrigno (1900-1930)
- Louis Ferrante (născut în 1969)
- Theresa Ferrara (1952–1979)
- Vincent M. Ferrara, „Animalul” (născut în 1949)
- Joseph Ferriola, „Oscar”, „Joe Nagall” (1927–1989)
- Ray Ferritto (1929–2004)
- Vito Cascio Ferro (1862–1943)
- Anthony Fiato, „Animalul”, „Tony Roma” (născut în 1949)
- Charles Fischetti, „Trigger Happy”, „The Fixer” (1891–1951)
- Rocco Fischetti, „Rocky”, „Ralph Fisher” (1903–1964)
- Tino Fiumara, „T”, „Grecul”, „George Greco” (1941–2010)
- Stephen Flemmi, „Pușcașul” (născut în 1934)
- Vincent Flemmi, „Jimmy Ursul”, „Vinnie Măcelarul” (1935–1979)
- John Franzese, „Sonny” (1917–2020)
- John Franzese Jr. (născut în 1960)
- Michael Franzese, „The Yuppie Don” (născut în 1951)
- Christopher Furnari, „Sergio Vieira”, „Fuzi” (1924–2018)
- Jimmy Fratianno, „nevăstuica” (născută Aladena Fratianno, 1913–1993)
- Louis Fratto, "Lew Farrell", "Cock-Eyed Lou" (născut Luigi Tommaso Giuseppe Fratto, 1907-1967)
- Rudy Fratto (născut în 1943)

## G
- Anthony Gaggi, „Nino” (1925–1988)
- Tommy Gagliano (1883–1951)
- Carmine Galante, „The Cigar”, „Lilo” (1910–1979)
- James Galante (născut în 1953)
- Joseph Galizia, "Joe Glitz" (1941-1998)
- Albert Gallo, "Kid Blast", "Al" (născut în 1930)
- Joe Gallo, „Crazy Joe”, „Joey the Blond” (1929–1972)
- Joseph N. Gallo (1912-1995)
- Kenny Gallo, „Kenji” (născut în 1968)
- Giosue Gallucci, „Luccariello”, „Regele Micii Italii” (1864–1915)
- Carlo Gambino, „Don Carlo” (1902–1976)
- John Gambino (1942-2017)
- Thomas Gambino, „Tommy” (născut în 1929)
- Rosario Gambino, „Sal” (născut în 1942)
- Rosario Gangi, "Ross" (născut în 1939)
- Eddie Garafola, „Vărul Eddie” (n. 1939)
- Charles Gargotta, „Câine nebun” (1900–1950)
- Angelo Genna, „Bloody Angelo” (1898–1925)
- Mike Genna, „Mike Diavolul” (1895–1925)
- Tony Genna, „Tony Gentleman” (1890–1925)
- Vincenzo Genna, „James”, „Jim” (1888–1931)
- Michael James Genovese, „Mike” (1919-2006)
- Vito Genovese, „Don Vitone” (1897–1969)
- Nicola Gentile, „Nick”, „Zu Cola” (1885–1966)
- Anthony Giacalone, „Tony Jack” (1919–2001)
- Vito Giacalone, „Billy Jack” (1923–2012)
- Philip Giaccone, „Philly Lucky” (1932–1981)
- Sam Giancana, „Momo”, „Mo”, „Mooney”, „Sam trabucul”, „Sam Flood” (născut Salvatore Giangana, 1908–1975)
- Gaetano Gianolla (anii 1880–)
- Mario Gigante (născut în 1923)
- Vincent Gigante, „Chin”, „The Oddfather”, „Vinny” (1928–2005)
- Charles Gioe, „Nas de cireșe” (mort în 1954)
- Thomas Gioeli, „Tommy Shots” (născut în 1952)
- Anthony Giordano, „Tony G” (1915–1980)
- Joseph Giunta, "Hop Toad" (născut Giuseppe Giunta, 1887–1929)
- Anthony Gizzo, „Fat Tony” (1902–1953)
- Joseph Glimco (născut Giuseppe Glielmi, 1909-1991)
- Gene Gotti (născut în 1946)
- John Gotti, „Johnny Boy”, „The Dapper Don”, „The Teflon Don” (1940–2002)
- John A. Gotti, "Junior Gotti" (născut în 1960)
- Peter Gotti, „Pete”, „Un ochi” (1939–2021)
- Richard G. Gotti, "Ritchie" (născut în 1968)
- Richard V. Gotti, „Ritchie Jr.” (născut în 1942)
- Stephen Grammauta, „Stevie Coogan” (1916–2016)
- Sammy Gravano, "Sammy Bull" (născut în 1945)
- Anthony Graziano, „TG” (1940–2019)
- Edward Grillo, „Danny” (1934–1978)
- Francesco Guarraci, „Frank” (1955–2016)
- Matthew Guglielmetti, "Matty" (născut în 1949)

## H
Henry Hill (1943-2012)

## I
- Matthew Ianniello, „Matty the Horse” (1920–2012)
- Joseph Iannuzzi, „Joe Dogs” (1931–2015)
- James Ida, „Little Guy” (născut în 1940)
- Frank Illiano, „Punchy” (1928–2014)
- Nicola Impastato, „Nick Tousa” (1906–1979)
- Alphonse Indelicato, „Sonny Red” (1931–1981)
- Anthony Indelicato, "Bruno", "Whack-Whack" (născut în 1956)

## J
- Ronald Jerothe, „John”, „Foxy” (născut Ronald Gerote, 1947–1974)
- Wilfred Johnson, „Willie Boy” (1935–1988)
- Joseph Juliano, "Sonny" (născut în 1938)

## K
- Paul Kelly (născut Paolo Antonio Vaccarelli, 1876-1936)

## L
- Gennaro Langella, „Jerry Lang” (1938–2013)
- Joseph Lanza, „Șosete” (născut Giuseppe Lanza, 1901–1968)
- Ignatius Lanzetta, „Frank Pius” (1903–)
- Leo Lanzetta (1895–1925)
- Angelo J. LaPietra, „Cârligul” (1920–1999)
- James LaPietra, „Jimmy Lapper” (1927–1993)
- Frank LaPorte, „Frankie”
- Louis LaRasso, „Fat Lou” (1926–1991)
- John LaRocca, „John La Rock” (1901–1984)
- James V. LaSala (1904–? )
- Frank Lastorino, „Big Frank” (născut în 1939)
- Peter LaTempa (1904-1945)
- Stefano LaTorre (1886–1984)
- John Lazia, „Fratele John” (1896–1934)
- Daniel Leo, „Danny Leul” (născut în 1941)
- Phil Leonetti, „Crazy Phil” (născut în 1953)
- Paolo LiCastri (1935–1979)
- Nick Licata, „Old Man”, „Mr. Nick” (născut Nicolò Licata, 1897–1974)
- James T. Licavoli, „Jack White”, „Blackie” (născut Vincentio Licavoli, 1904–1985)
- Thomas Licavoli, „Yonnie” (1904–1973)
- Peter Licavoli, „Horseface” (1902–1984)
- Joseph Ligambi, „Unchiul Joe” (n. 1939)
- Frank Lino, „Curly” (născut în 1938)
- Frank Locascio, „Frankie Loc” (născut în 1933)
- Peter LoCascio, „Domnul pâine” (1916–1997)
- Salvatore LoCascio, "Tori" (născut în 1959)
- Gaetano Lococo, "Thomas", "Tano" (1895-1993)
- Pasqualino Lolordo, „Patsy” (1887-1929)
- Antonio Lombardo, „The flagel”, „Tony” (1892–1928)
- Joseph Lombardo, „Joey Clovnul”, „Joe Padula”, „Lumbo”, „Lumpy” (născut Giuseppe Lombardi, 1929–2019)
- Philip Lombardo, „Benny Squint”, „Cockeyed Ben”, „Ben” (1908–1987)
- Carmine Lombardozzi, „Doctorul” (1913-1992)
- Angelo Lonardo, „Big Ange” (1911–2006)
- Joseph Lonardo, „Big Joe” (născut Giuseppe Lonardo, 1884-1926)
- Alan Longo, "Baldie" (născut în 1950)
- Joseph LoPiccolo, „Baldie” (1918–1999)
- Anthony Loria Sr., „Tony Aboudamita” (1921–1989)
- Joseph Lucchese, „Joe Brown” (născut Giuseppe Lucchese, 1910–1987)
- Tommy Lucchese, „Three Finger Brown”, „Tommy Brown” (născut Gaetano Lucchese, 1899–1967)
- Lucky Luciano, „Charlie” (născut Salvatore Lucania, 1897–1962)
- Ignazio Lupo, „Lupo Lupul”, „Ignazio Saietta” (1877–1947)

## M
- Sam Maceo, „Mănușă de catifea” (1894–1951)
- Rosario Maceo, „Mănușa de fier”, „Papa Rose” (1887–1954)
- Matthew Madonna, „Matty” (născut în 1935)
- Peter Magaddino (1917–1976)
- Stefano Magaddino, „Don Stefano”, „Funerarul”, „Marele bătrân din La Cosa Nostra” (1891–1974)
- Joseph Magliocco, „Joe Malayak”, „Fat Joe” (născut Giuseppe Magliocco, 1898–1963)
- Harry Maione, „Fericit” (1908-1942)
- Alphonse Malangone, "Allie Shades" (născut în 1936)
- Lawrence Mangano, „Dago” (1892–1944)
- Philip Mangano (n. Filippo Mangano, 1898-1951)
- Venero Mangano, „Benny Eggs” (1921–2017)
- Vincent Mangano, „Don Vincenzo” (născut Vincenzo Giovanni Mangano, 1888–1951)
- Louis Manna, „Bobby” (născut în 1929)
- Lorenzo Mannino, "Lore" (născut în 1959)
- Luigi Manocchio, „Baby Shacks” (n. 1927)
- Francesco Manzo, „Frankie the Wop”, „Frank Manze” (1925–2012)
- Maranzano, „Micul Cezar” (1886–1931)
- Carlos Marcello, „Omulețul”, „Nașul” (născut Calogero Minacore, 1910-1993)
- James Marcello, „Micul Jimmy”, „Jimmy Omul” (născut în 1943)
- Daniel Marino (născut în 1940)
- Richard Martino, "Ritchie" (născut în 1961)
- James Martorano, „Jimmy” (născut în 1941)
- Johnny Martorano, „Vincent Joseph Rancourt”, „Richard O'Coin”, „Nick”, „Bucătarul”, „Călăul” (născut în 1940)
- Joseph Masella, "Joey O" (1948-1998)
- Joe Masseria, „Joe Boss” (1886–1931)
- Joseph Massino, "Big Joey", "The Ear" (n. 1943)
- Jack McGurn, „Mitralieră” (născut Vincenzo Antonio Gibaldi, 1902–1936)
- James McLain, „Revolvers” (născut Antonio Tangorello, 1903–1934)
- Anthony Megale, „Geniul”, „Tony” (1953–2015)
- Angelo Meli (1897-1969)
- Vincent Meli, „Micul Vince” (născut Vincenzo Angelo Meli, 1921–2008)
- Angelo Mercurio, "Sonny" (1936-2006)
- Chuckie Merlino (1939–2012)
- Joey Merlino, „Skinny Joe” (născut în 1962)
- Mike Merlo (1880-1924)
- Sam Mesi (1900–1971)
- Gaspare Messina (1879–1957)
- Aniello Migliore, „Neil” (1933–2019)
- Anthony Milano, „Old Man Tony” (n. Antonio Milano, 1888–1978)
- Frank Milano (născut Ciccio Milano, 1891-1970)
- Carmen Milano, „Flipper” (1929–2006)
- Peter Milano (1925–2012)
- Gaspar Milazzo, „Făcătorul de pace” (1887–1930)
- Manfredi Mineo, „Alfred”, „Al” (1880–1930)
- Michele Miranda, „Big Mike” (1896–1973)
- Anthony Mirra, „Tony” (1927–1982)
- Michael Mancuso, „Mickey Nose”, „The Nose” (n. 1955)
- John C. Montana (născut Giovanni Montana, 1893–1964)
- Lenny Montana (născut Leonardo Passafaro, 1926-1992)
- Dominick Montiglio (născut Dominick Angelo Santamaria, 1947-2021)
- Pellegrino Morano, „Don Pellegrino” (1877–)
- Nicholas Morello, „Nick Terranova” (1890–1916)
- Giuseppe Morello, „The Clutching Hand”, „The Old Fox”, „Peter Morello”, „Piddu Morello” (1867–1930)
- Willie Moretti, „Willie Moore” (1894–1951)
- Julie Morrell, „Jules Morello” (decedat în 1911)

## N
- James Napoli, „Jimmy Nap” (1911-1992)
- Dominick Napolitano, „Sonny Black” (1936–1981)
- John Nardi (născut Giovanni Narcchione, 1916–1977)
- Charles Nicoletti, „Chuckie”, „Mașina de scris” (1916–1977)
- Ralph Natale (născut în 1935)
- Frank Nitti, „The Enforcer” (născut Francesco Raffaele Nitto, 1886–1943)

## O
- Victor Orena, „Micul Vic” (născut în 1934)

## P
- Pasquale Parrello, „Patsy” (născut în 1944)
- Daniel Pagano, "Danny" (născut în 1953)
- Joseph Luco Pagano (1928–1989)
- Frank Palermo, „Blinky” (1905-1996)
- Girolamo Palermo, „Jimmy Dumps” (1938-2014)
- Vincent Palermo, „Vinny Ocean” (născut în 1944)
- Charles Panarella, „Charlie Moose” (1925–2017)
- Raymond LS Patriarca, „Omul”, „Ray” (1908–1984)
- Raymond Patriarca Jr., "Ray Jr.", "Junior Patriarca" (născut în 1945)
- Johnny Papalia, „Johnny Pops Papalia”, „The Enforcer” (1924–1997)
- Anthony Peraino, „Big Tony” (1915–1991)
- Robert Perrino, „Bobby” (1934-1992)
- Alphonse Persico, „Little Allie Boy”, „Allie Boy” (născut în 1951)
- Carmine Persico, „Șarpele”, „Junior” (1933–2019)
- Tomasso Petto, „The Ox” (1879–1905)
- Frank Piccolo, „Pic”, „Frank Lanza” (1921–1981)
- Joseph Pinzolo, „Fat Joe” (1887–1930)
- Louis Pioggi, „Louis Poggi”, „Louie the Bump” (1889–1969)
- Thomas Pitera, "Tommy Karate" (născut în 1954)
- Dominick Pizzonia, „Skinny Dom” (născut în 1941)
- Alfred Polizzi, „Big Al” (născut Alfonso Polizzi, 1900–1975)
- Frank Polizzi (1936-2001)
- Ross Prio (născut Rosario Priolo, 1901–1972)
- Angelo Prisco, „Cornul” (1917–2017)
- Joe Profaci, „Bătrânul”, „Don Peppino” (1897–1962)
- Anthony Provenzano, „Tony Pro” (1917–1988)
- Nunzio Provenzano, „Nunzi Pro” (1923–1997)

## R
- Rocco Racco (1868–1909)
- Joseph Rao, „Joseph Cangro”, „Tough Joey” (1901–1962)
- Vincenzo Rao, „Vincent” (1898–1988)
- Philip Rastelli, „Rusty” (1918–1991)
- Marco Reginelli, „Omuleț”, „Om mic” (1897–1956)
- Gaetano Reina, "Tommy", "Tom" (1889-1930)
- George Remini, „Fat Georgie”, „Big George” (1929–2007)
- Paul Ricca, „Chelnerul” (născut Felice DeLucia, 1897–1972)
- Lawrence Ricci, "Larry" (1945-2005)
- Louis Ricco, "Louie Bracciole" (născut în 1929)
- Harry Riccobene, "Harry Hump", "Hunchback" (1909-2000)
- Mario Riccobene, "Sonny" (1933-1993)
- Giovanni Riggi, „Ioan Vulturul” (1925–2015)
- Frank Rio, „Frank Cline” (1895–1935)
- Michael Rizzitello, „Mike Rizzi” (1927–2005)
- Carmine Romano, „Pește” (1935–2011)
- John Roselli, „Handsome Johnny”, „John Rosselli”, „John F. Stewart” (născut Filippo Sacco, 1905–1976)
- Benjamin Ruggiero, "Lefty", "Lefty Guns", "Lefty Two Guns" (1923-1995)
- Angelo Ruggiero, „Quack Quack” (1940–1989)
- Anthony Russo, „Chucky”, „Mică păsărică” (1916–1979)

## S
- Michael Sabella, „Mimi” (1911–1989)
- Salvatore Sabella (1891-1962)
- Frank Salemme, "Cadillac Frank", "Julian Daniel Selig" (născut în 1933)
- Anthony Salerno, „Fat Tony” (1911-1992)
- Rudolph Santobello, „Rudy” (1928–2013)
- Nicholas Santora, „Nicky Mouth” (1942–2018)
- Saverio Santora, „Sammy” (1935–1987)
- Anthony Santorelli, „Blue Eyes” (născut în 1946)
- Salvatore Santoro, „Tom Mix” (1915–2000)
- Michael Sarno, „Fat Boy”, „The Fat Guy”, „Big Mike”, „The Big Guy” (născut în 1958)
- Salvatore Scala, „Fat Sally” (1944–2008)
- Frank Scalice, „Don Ciccio”, „Don Cheech” (născut Francesco Scalice, 1893–1957)
- John Scalise (născut Giovanni Scalise, 1900-1929)
- Joseph Scalise, „Jerry” (născut în 1937)
- John T. Scalish (1912–1976)
- Frank Scarabino, „Franky Bestia” (născut în 1956)
- Nicodemo Scarfo, „Micul Nicky” (1929–2017)
- Nicky Scarfo Jr., "Nicky Junior" (născut în 1965)
- Gregory Scarpa, „The Grim Reaper” (1928–1994)
- Gregory Scarpa Jr. (născut în 1951)
- Gerald Scarpelli (1938–1989)
- Giuseppe Schifilliti, "Pino" (născut în 1938)
- Nicolo Schiro, „Cola” (născut Nicolò Schirò, 1872–1957)
- Paul Sciacca (1909–1986)
- Edward Sciandra, „Eddie dirijorul” (1912–2003)
- Carmine Sciandra (născută în 1952)
- John Sciandra, „Johnny” (1899–1940)
- Gerlando Sciascia, „George din Canada” (1934-1999)
- Nicholas Scibetta, „Micul Nicky” (decedat în 1978)
- Onofrio Sciortino (1891–1959)
- Augustus Sclafani, „Big Gus” (decedat în 1986)
- Ralph Scopo, „Micul Ralphie” (1932–1993)
- Anthony Scotto, „Tony” (născut în 1934)
- Anthony Senter (născut în 1955)
- Alphonso Sgroia, „Măcelarul” (1886-1940)
- Joseph Sica, „JS” (1911–1982)
- Peter Simone, "Las Vegas Pete" (născut în 1945)
- Michele Sindona, „Rechinul” (1920–1986)
- Frank Sindone (1928–1980)
- Thomas Sinito, „Chinamanul” (1938–1997)
- Alphonse Sisca, "Funzie" (n. 1942/1946)
- Vincent Solano (1923-1992)
- Orlando Spado (născut în 1944)
- Anthony Spero, „Tony”, „Bătrânul” (1929–2008)
- Anthony Spilotro, „Tony Furnica” (1938–1986)
- Michael Spilotro, „Micky” (1944–1986)
- Victor Spilotro (1935-1997)
- Pat Spirito, „Pat pisica” (1939-1983)
- James Squillante, „Jimmy Jerome”, „Vincent Squillante” (1919–1960)
- Arnold Squitieri, „Zeke”, „Bozey”, „Sylvester”, „Squiggy”
- John Stanfa, „The Dour Don”, „The Zip” (născut în 1940)
- Johnny Stompanato, „Frumosul Harry”, „John Steele”, „Oscar” (1925–1958)
- Anthony Strollo, „Tony Bender” (1899–1962)

## T
- Martin Taccetta, „Marty” (născut în 1951)
- Michael Taccetta, "Mike T.", "Mad Dog" (născut în 1947)
- Silva Tagliagamba (decedat în 1922)
- Enrico Tameleo, „Henry”, „Arbitrul” (1901–1985)
- John Tartamella (născut Giovanni Tartamella, 1892-1966)
- Vincent Teresa, „Fat Vinny” (1930-1990)
- Ciro Terranova, „Regele Anghinare” (1888–1938)
- Vincenzo Terranova, „Vincent”, „Tigrul din Harlem” (1886–1922)
- Joseph Testa (născut în 1955)
- Philip Testa, „Chicken Man” (1924–1981)
- Salvatore Testa, „Salvie”, „Prințul moștenitor al mafiei din Philadelphia” (1956-1984)
- Frank Tieri, „Bătrânul”, „Funzi” (născut Alfonso Tieri, 1904–1981)
- Albert Tocco, „Caesar Tocco” (1929–2005)
- Jack Tocco (1927–2014)
- William Tocco, „Black Bill” (născut Guglielmo Vito Tocco, 1897–1972)
- Frank Todaro (1889–1944)
- Joseph Todaro Jr., "Big Joe" (născut în 1945)
- Joseph Todaro Sr., „Lead Pipe Joe” (1923–2012)
- Salvatore Todaro, „Sam”, „Black Sam” (născut Agosto Arcangelo, 1885–1929)
- Antonio Tomasulo, „Bootsie” (1917–? )
- James Torello, „Turc” (1930–1979)
- Johnny Torrio, "Vulpea", "Papa Johnny", "Creierul", "Imunul" (născut Donato Torrio, 1882–1957)
- Santo Trafficante Jr., „Louie Santos”, „Bătrânul” (1914–1987)
- Santo Trafficante Sr. (1886–1954)
- Carmine Tramunti, „Mr. Gribbs” (1910–1978)
- Dominick Trinchera, „Big Trin”, „Trinny” (1936–1981)
- John Tronolone, „Arahide” (1910–1991)
- Ronnie Trucchio, "One Armed Ronnie" (născut în 1951)
- Matthew Trupiano, „Mike” (1938-1997)
- Tony Tursi (1901–1989)
- Charles Tuzzo, "Chuckie" (născut în 1933)

## U
- Charles Ubriaco (născut Camillo Umbriaco, 1867–1916)

## V
- Joseph Valachi, „Joe”, „Joe Cago”, „Joe Cargo” (1903–1971)
- Rocco Valenti (1895–? )
- Umberto Valenti (1891-1922)
- Louis Vallario, „Big Lou” (născut în 1942)
- Ernest Varacalli, „Junior” (n. 1943)
- Paul Vario, „Paulie” (1914–1988)
- Gaetano Vastola, "Corky", "The Big Guy" (născut în 1928)
- Anthony Veranis, „Mickey White”, „Tony” (1938–1966)
- John Vitale (1909-1982)
- Salvatore Vitale, „Good Look Sal”, „The Chief” (născut în 1947)
- Alessandro Vollero, „Sandro” (1889–1959)

## Y
- Frankie Yale, „Frankie Uale” (1893–1928)

## Z
- John Zancocchio, "Porky" (născut în 1958)
- Ilario Zannino, "Larry Baione" (1920-1996)
- Ettore Zappi, „Anthony Russo” (1904–1986)
- George Zappola, „Georgie Neck” (născut în 1960)
- Anthony Joseph Zerilli, „Tony Z”. (1927–2015)
- Joseph Zerilli, "Joe Z.", "The Old Man" (născut Giuseppe Zerilli, 1897–1977)
- Frank Zito, „Samuel Zaso” „Sammy the seal” (1893–1974)
- Anthony Zizzo, „Little Tony” (1934 – dispărut în 2006)